# César Antonio Molina
César Antonio Molina Sánchez (La Coruña, Galicia, 1952) es un escritor, traductor, profesor universitario, gestor cultural y político español, ministro de Cultura entre 2007 y 2009.

## Carrera profesional
Se licenció en Derecho por la Universidad de Santiago de Compostela y en Ciencias de la Información por la Universidad Complutense. Se doctoró cum laude con el trabajo de investigación La prensa literaria española, publicado en tres volúmenes. Fue profesor de la Universidad Complutense de Madrid y ha seguido siéndolo en los últimos años, en la facultad de Humanidades y Periodismo de la Universidad Carlos III de Madrid. Durante varios años coordinó los Cursos de Humanidades de la Universidad de Verano de El Escorial.
Como periodista y articulista, inició su actividad en el periódico La Voz de Galicia. Más tarde, se trasladó a Madrid donde fue colaborador habitual de la revista Cuadernos para el Diálogo y del suplemento de libros del diario Informaciones. 
Entre 1985 y 1996 trabajó en Cambio 16 y Diario 16 en donde fue director adjunto y responsable de las páginas de Cultura y Espectáculos, así como de los suplementos Culturas y Libros. Ha colaborado también en los suplementos literarios de El País y La Vanguardia, así como en revistas especializadas en literatura como Revista de Libros, Sibila, Ínsula, Quimera, Barcarola, Olvidos de Granada, Nuevas Letras, Anthropos, Album, Turia y Revista de Occidente. Asimismo, fue uno de los fundadores, junto a la poeta Amalia Iglesias, de la revista La alegría de los naufragios, que surgió a finales de los años noventa para "rescatar la poesía de la trivialización".
En 1996 se incorporó al Círculo de Bellas Artes de Madrid como director-gerente cargo en el que estuvo hasta mayo de 2004, llevando a cabo, desde su mandato, una profunda y exitosa renovación como centro cultural de primer orden en la capital, equiparándolo a los mejores europeos.
Entre mayo de 2004 y julio de 2007 fue director del Instituto Cervantes. Periodo como director en el que creó 28 centros cervantinos con sedes en distintos países. Notable proliferación de centros debido, según palabras del escritor y director de la institución cultural, a que: "El español es una lengua muy fuerte y muy unida que está en expansión".
En septiembre de 2005 el gobierno de Francia le nombró caballero de la Orden de las Artes y Letras.
Ha publicado más de una treintena de libros de ensayo, prosa y poesía. Su obra poética aparece recogida en numerosas antologías y está traducida a varios idiomas.
El 6 de julio de 2007 fue nombrado ministro de Cultura en sustitución de Carmen Calvo, por el gobierno del PSOE de José Luis Rodríguez Zapatero.
El 9 de marzo de 2008, en las elecciones generales, obtuvo un acta de diputado al Congreso de los Diputados por la provincia de La Coruña.
Tras la profunda remodelación del Gobierno del 7 de abril de 2009, cesó como ministro de Cultura. Pocos meses después dejó su escaño de diputado para volver a incorporarse como profesor de universidad.
Entre los años 2010 y 2017 creó y dirigió la Casa del Lector en Madrid 
En 2010, hizo donación a la Diputación de La Coruña, su ciudad natal, de los primeros 25 000 volúmenes, documentos y manuscritos de su biblioteca, además de objetos personales, que ha ido atesorando a lo largo de los años junto a su mujer, la también escritora y crítica literaria Mercedes Monmany. Una sala de esa Biblioteca Provincial lleva actualmente el nombre de ambos.
Actualmente es socio del despacho Cremades & Calvo-Sotelo Abogados y escribe artículos políticos, críticas literarias y crónicas de viajes en El Mundo, ABC y El País.
Su obra se halla traducida al inglés, francés, italiano, árabe, hebreo y serbio.

## Libros publicados
- Épica. La Coruña: Argrove, 1974. 45 p. DL C-615-1974
- Proyecto preliminar para una arqueología de campo [poesía]. Barcelona: Antrophos, 1978. 103 p. ISBN 84-7457-020-4
- Últimas horas en Lisca Blanca. León: 1979. 20 p. ISBN 84-00-04527-0
- La estancia saqueada [poesía]. Barcelona: Los libros de la frontera, 1983. 86 p. ISBN 84-85709-18-7
- La revista Alfar y la prensa literaria de su época (1920-1930). La Coruña: NOS, 1984. 397 p. ISBN 84-7540-028-0
- Antología de la poesía Gallega contemporánea. Madrid: Jucar, 1984. 509 p.ISBN 84-334-3059-9
- Gobierno de un jardín. Cuenca: II MENU, 1986 (Colección Cuadernos de poesía).
- Derivas. Madrid: Maina, 1987. 84 p. ISBN 84-86384-05-2
- El fin de Finisterre. Edición bilingüe gallego-castellano. Ferrol (Canalejas, 234-2.º): Sociedad de cultura Valle Inclán, 1988. 50 p. ISBN 84-86046-31-9
- Prensa literaria en Galicia (1809-1920). Vigo: Edicións Xerais, 1989. 380 p. ISBN 84-7507-395-6
- Prensa literaria en Galicia (1920-1960). Vigo: Edicións Xerais 1989. 715 p. ISBN 84-7507-430-8
- Medio siglo de Prensa literaria española (1900-1950) [ensayo]. Madrid: Endymion, 1990. 394 p. ISBN 84-7731-050-5
- Sobre el iberismo y otros escritos de literatura portuguesa. Madrid: Akal, 1990. 400 p. ISBN 84-7600-501-6
- Las ruinas del mundo. Barcelona: Anthropos, 1991. 480 p. ISBN 84-7658-2870
- El fin de Finisterre. La Coruña: Diputación Provincial de La Coruña, 1992, 1.ª y 2.ª edición
- Para no ir a parte alguna. Valencia: Pre-textos, 1994, 85 p. ISBN 84-8191-0171
- Sobre la inutilidad de la poesía. Madrid: Huerga y Fierro editores, 1995. 492 p. ISBN 84-88-564-11-2
- Nostalgia de la nada perdida; ensayo sobre narrativa contemporánea. Madrid: Endymion, 1996. 520 p.ISBN 84-7731-222-2
- Vivir sin ser visto (Memorias de ficción Tomo I). Barcelona: Península, 2000. 238 p. ISBN 84-8307-301-3
- A fin de Fisterra [poesía]. Pontevedra: Diputación Provincial de Pontevedra, 2001. 47. ISBN 84-8457-067-3
- A Coruña, agua y luz. Edición bilingüe castellano-inglés. Barcelona: Lunwerg, 2001. 254 p. ISBN 84-7782-785-0
- Olas en la noche. Valencia: Pre-textos, 2001. 87 p. ISBN 84-8191-356-1
- Regresar a donde no estuvimos (Memorias de ficción Tomo II). Barcelona: Península, 2003. 461 p. ISBN 84-8307-551-2
- Viaje a la Costa da morte. Madrid: Huega y Fierro editores, 2003. 315 p. ISBN 84-8374-390-6
- En el mar de Ánforas. Valencia: Pre-Textos, 2005 (Colección de poesía) 204 p. ISBN 84-8191-650-1
- En honor de Hermes. Madrid: Huerga y Fierro editores, 2005. 769 p. ISBN 84-8374-497-X
- Fuga del amor. Barcelona: Destino, 2005. 245 p. ISBN 84-233-3766-9
- El rumor del tiempo. Madrid: Círculo de lectores, 2006 ISBN 84-672-1915-7
- Soños nos cantís (Antoloxía poética 1974-2005). Edición, traducción e notas de Tareixa Roca. La Coruña: Espiral Maior, 2006. 204 p.  ISBN 84-96475-37-9
- Custode delle antiche forme (Poesía 1974-2006). (Antología poética). Traducción de Giovanna Calabró.  Nápoli: Dante & Descartes, 2007. 115 p.  ISBN 978-88-6157-014-6
- Eume (Edición en gallego). Vigo: Editorial Galaxia, 2007. 140 p. ISBN 978-84-7154-095-9
- Esperando a los años que no vuelven (Memorias de ficción Tomo III). Barcelona: Destino, 2007. 512 p. ISBN 978-84-233-4004-0
- Eume (Edición bilingüe castellano - gallego). Valencia: Pre-textos, 2008. ISBN 978-84-8191-904-2
- Lugares donde se calma el dolor (Memorias de ficción Tomo IV). Barcelona: Destino, 2009. 800 p. ISBN 978-84-2334-189-4
- Selected Poems of César Antonio Molina:  Bilingual Edition. Traducción de Francisco Macías Valdés.  Edinburg [Texas]: University of Texas-Pan American Press, 2010. 216 p. ISBN 978-0-938738-23-7[3]
- Cielo azar. Valencia: Pre-Textos, 2011. ISBN 9788415297277
- Donde la eternidad envejece (Memorias de ficción Tomo V). Barcelona: Destino, 2012. 538 p. ISBN 9788423317875
- La caza de los intelectuales. Barcelona: Destino, 2014. 526 p. ISBN 9788423347971
- La poesía es un error necesario. Editorial Trifolium. ISBN 978-84-942103-7-2
- Zhivago. Editorial Trifolium. ISBN 978-84-944092-1-9
- Todo se arregla caminando (Memorias de ficción Tomo VI). Barcelona. Destino, 2016. ISBN 9788423350797
- Vieja cima. Ars Poética.  ISBN 978-84-947330-3-1
- Calmas de enero. Tusquets Ediciones. ISBN 9788490664704
- Tan poderoso como el amor. Destino, 2018. 492 p. ISBN 978-84-233-5365-1
- Las democracias suicidas. Fórcola, 2019. 283 p. ISBN: 978-84-17425-28-9
- Para el tiempo que reste. Fundación José Manuel Lara, 2020. 216 p. ISBN:978-84-17453-45-9
- ¿Qué hacemos con los humanos?. Deusto, 2023. 384 p.

## Condecoraciones y reconocimientos
- Caballero gran cruz de la Orden de Carlos III.[4]
- Gran cruz de la Orden al Mérito de la República Italiana[5]
- Orden de Bernardo O'Higgins[6] (Chile)
- Caballero de la Orden de las Artes y las Letras[7] (Francia)
- Medalla Castelao de Galicia
- Premio Fernández Latorre
- III Premio Letras de Bretaña (2007)[8]
- Premio Internacional de Periodismo Ciudad de Cáceres
- Medalla de Oro al Mérito, de la República de Serbia.
- Premio Letterario Europeo Alberico Sala (2010)
- Doctor honoris causa por la Universidad L’Orientale de Nápoles
- Académico de honor de la Real Academia Gallega de Bellas Artes (2022).[9]